# Мафіти
Мафіти, мафічні мінерали або гірські породи — силікатні мінерали або магматичні гірські породи, багаті на магній і залізо. Більшість мафічних мінералів мають темний колір, а поширені породотвірні мафічні мінерали включають олівін, піроксен, амфібол і біотит. До поширених мафічних порід належать базальт, діабаз і габро. Мафічні породи часто також містять багаті кальцієм різновиди плагіоклазового польового шпату. Мафічні матеріали також можуть бути описані як феромагнезіальні.

## Історія
Термін mafic є портманто від «магній» і «залізо» і був введений Чарльзом Вітменом Кроссом, Джозефом П. Іддінгсом, Луїсом Валентином Пірссоном і Генрі Стівенсом Вашингтоном у 1912 році. Раніше група Кросса розділила основні породоутворюючі мінерали, знайдені в магматичних породах, на салічні мінерали, такі як кварц, польові шпати або польові шпати, і фемічні мінерали, такі як олівін і піроксен. Однак слюди та багаті алюмінієм амфіболи були виключені, тоді як деякі кальцієві мінерали, що містять мало заліза чи магнію, такі як воластоніт або апатит, були включені до фемічних мінералів. Пізніше Крос і його співдослідники з'ясували, що слюди та алюмінієві амфіболи належали до окремої категорії алферичних мінералів. Потім вони ввели термін мафічний для феромагнезіальних мінералів усіх типів, на противагу терміну femag, введеному А. Йогансеном у 1911 році, звучання якого їм не сподобалося.

## Мінерали
Термін мафічний досі широко використовується для темних феромагнезіальних мінералів. Сучасні схеми класифікації, такі як класифікація магматичних порід МСГН, включають деякі світлі феромагнезіальні мінерали, такі як меліліт, у фракцію мафічного мінералу. Допоміжні мінерали, такі як циркон або апатит, також можуть бути включені до основної мінеральної фракції з метою точної класифікації.

## Гірські породи
У застосуванні до гірських порід термін мафіти, мафічні використовується в основному як польовий термін для опису магматичних порід темного кольору. Термін не використовується як класифікація порід у схемі класифікації МСГН. Мафічні породи іноді більш точно визначають як основні породи з високою часткою піроксену та олівіну, так що їх колірний індекс (об'ємна частка темних мафічних мінералів) становить від 50 до 90. Більшість мафічних вулканічних порід більш точно класифікуються як базальти.
Хімічно основні мафічні породи іноді визначають як породи з вмістом кремнезему від 45 до 55 мас.%, що відповідає вмісту кремнезему в базальті за класифікацією TAS. Такі породи збагачені залізом, магнієм і кальцієм і зазвичай темного кольору. На противагу цьому, кислі породи зазвичай мають світлий колір і збагачені алюмінієм і кремнієм, а також калієм і натрієм. Мафічні породи також зазвичай мають вищу щільність, ніж кислі породи. Термін приблизно відповідає терміну основні гірські породи.
Мафічна лава перед охолодженням має низьку в'язкість порівняно з кислою лавою через менший вміст кремнезему в мафічній магмі. Вода та інші летючі речовини можуть легше та поступово виходити з мафічної лави. У результаті виверження вулканів, утворених мафічними лавами, є менш вибухонебезпечними, ніж виверження кислих лав.